# Ziyaaraiffushi (Kaafu-atol)
Ziyaaraiffushi is een van de onbewoonde eilanden van het Kaafu-atol behorende tot de Maldiven.